# Rhinolophus malayanus
Rhinolophus malayanus es una especie de murciélago de la familia Rhinolophidae.

## Distribución geográfica
Se encuentra en Camboya, Laos, norte de Malasia Peninsular, Birmania, Tailandia y Vietnam.